# Diaphanobezzia araucaria
Diaphanobezzia araucaria är en tvåvingeart som beskrevs av Gustavo R. Spinelli 1996. Diaphanobezzia araucaria ingår i släktet Diaphanobezzia och familjen svidknott. Inga underarter finns listade i Catalogue of Life.